# Маклиния
Маклиния (лат. Macleania) — род цветковых растений семейства Вересковые.

## История открытия и классификации
Род Маклиния был описан У. Дж. Гукером на основе одной из коллекций из Перу. В 1851 году Иоганн Клоцш признал 10 видов в роде Маклиния. Позже Гукер различил роды Psammisia и Маклиния. Друде (1891), Смит (1932) и другие ботаники также подчеркнули отличную природу этого рода и его близкое родство с родом Psammisia.

## Распространение
Ареал рода охватывает часть Кордильер, находящуюся в Неотропике (от юга Мексики до Перу). Представители рода найдены на высоте до 3500 м над уровнем моря. Только два вида широко распространены, остальные являются узкими эндемиками. Наибольшее разнообразие видов — на западе Колумбии и в Эквадоре.

## Ботаническое описание
Эпифиты или наземные кустарники.
Листорасположение очерёдное, листья цельнокрайные, жилкование перисто-нервное.
Цветки оранжевые или красные, собраны в соцветия, без аромата. Гипантий короткоцилиндрический или колокольчатый. Некоторые виды опыляются колибри.
Плод — тёмно-синяя или белая прозрачная ягода.

## Виды
Род содержит 28 видов/
- Macleania alata Luteyn
- Macleania angulata Hook.
- Macleania benthamiana Walp.
- Macleania bullata Yeo
- Macleania coccoloboides A.C. Sm.
- Macleania cordifolia Benth.
- Macleania dodsonii Luteyn
- Macleania ericae Sleumer
- Macleania farinosa Mansf.
- Macleania floribunda Hook.
- Macleania hirtiflora (Benth.) A.C.Sm.
- Macleania insignis M. Martens & Galeotti
- Macleania loeseneriana Hoerold
- Macleania macrantha Benth.
- Macleania maldonadensis Luteyn
- Macleania mollis A.C. Sm.
- Macleania pentaptera Hoerold
- Macleania poortmannii Drake
- Macleania recumbens A.C. Sm.
- Macleania robusta Rusby
- Macleania rotundifolia Sodiro & Hoerold
- Macleania rupestris (Kunth) A.C.Sm.
- Macleania salapa (Benth.) Hook. f. ex Hoerold
- Macleania smithiana Luteyn
- Macleania stricta A.C. Sm.
- Macleania subsessilis Luteyn
- Macleania tropica A.C. Sm.